# Yarrow-M-Klasse
Die Yarrow M-Klasse war eine Zerstörerklasse von zehn Booten der Royal Navy. Sie waren die einzigen Zwei-Schornstein-Zerstörer des durch den Ausbruch des Weltkrieges schließlich in allen Varianten 103 (110) Boote umfassenden M-Typs, der bis auf die beiden Vier-Schornsteiner der Hawthorn-M-Klasse drei Schornsteine hatte.

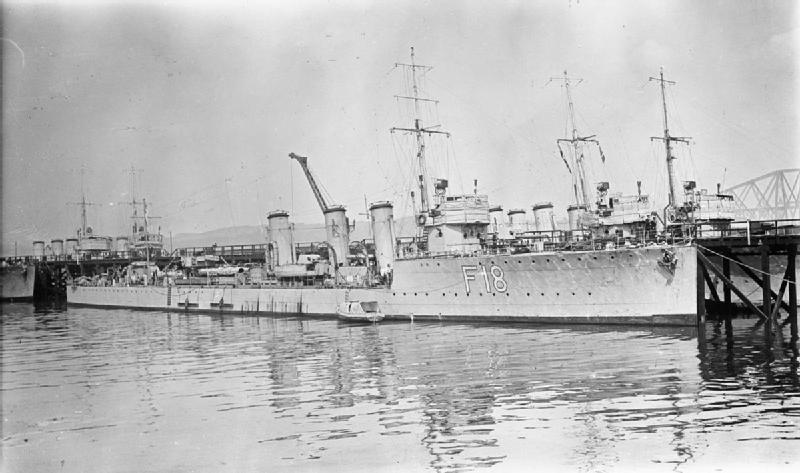
Die HMS Paladin nach dem Admiralitätsentwurf

Die ersten drei Boote waren schon bei Yarrow & Company in Scotstoun bei Glasgow im Bau, als sie mit Mitteln des Haushaltsjahres 1913/1914 angekauft wurden und die ersten Bestellungen auf der Basis des Admiralitätsentwurfs erfolgten. Die HMS Miranda war daher auch der erste Zerstörer der M-Klasse, der in Dienst kam. Im Rahmen des Kriegsbauprogramm wurden bis Mai 1915 noch sieben weitere Boote bestellt.

## Entwurf
Die Boote waren den nach den Entwürfen der Admiralität gebauten Booten der Admiralty-M-Klasse sehr ähnlich. Kleinere Änderungen an den Bauplänen wurden von der Bauwerft Yarrow & Company dennoch vorgenommen. Generell besaßen sie nur zwei Propeller anstelle von drei beim Basisentwurf. Daneben hatten sie zwei Schornsteine und einen geraden Heckabschluss, die Brücke war stand erheblich weiter hinten als auf den Booten der anderen Hersteller. Bereits die ersten drei Schiffe waren, ungeachtet der geringeren nominellen Maschinenleistung und des fehlenden dritten Propellers um zwei Knoten schneller als die Admiralty-M-Klasse. bei den späteren Schiffen wurde die Leistung dann erhöht.
Jane’s Fighting Ships beschreibt die Klasse als „very successful boats“ (sehr erfolgreiche Boote), und alle zehn Schiffe überstanden den Krieg und wurden in den 1920er-Jahren abgewrackt. Die Moon, Mounsey und Musketeer besaßen die Ausrüstung um einen Beobachtungsballon einzusetzen. Das 4"-Geschütz auf dem Mittelschiff war zwischen den Schornsteinen montiert.

## Die Boote der Klasse

### 1913 erworbene Vorkriegs-Boote
Drei bereits bei Yarrow im Bau befindliche Boote wurden im März 1913 als Teil des Vorkriegsbauprogramms von 1913 bis 1914 aufgekauft. Mit den Mitteln für 1913–1914 wurden noch zehn weitere Boote bestellt. Davon nach dem Admiralitätsentwurf eines Drei-Schornstein-Zerstörers zwei Boote bei Palmers Shipbuilding & Iron Company in Hebburn on Tyne, eines bei Swan Hunter & Wigham Richardson in Wallsend sowie drei bei John Brown & Company in Clydebank. Dazu kamen zwei Boote der Thornycroft-M-Klasse mit Zwei-Wellen-Antrieb und einem dickeren, mittleren Schornstein sowie die beiden Vier-Schornstein-Zerstörer der Hawthorn-M-Klasse. Während diese beiden Werften später auch Boote nach dem Admiralitätsentwurf bauten, baute Yarrow immer leicht abgewandelte Versionen.
- Miranda – Im Oktober 1912 unter BauNr. 1344 auf Kiel gelegt, am 27. Mai 1914 vom Stapel gelassen und im August 1914 fertiggestellt. Bis 1917 Harwich Force (10th DF), Teilnahme am Gefecht auf der Doggerbank. 1918 21. Zerstörerflottille in Dover. Am 26. Oktober 1921 zum Abwracken verkauft.
- Minos – Im Oktober 1912 unter BauNr. 1345 auf Kiel gelegt, am 6. August 1914 vom Stapel gelassen und im Oktober 1914 fertiggestellt. Bis 1917 Harwich Force (10th DF), Teilnahme am Gefecht auf der Doggerbank. 1918 2. Zerstörerflottille in Londonderry. Am 31. August 1920 zum Abwracken verkauft.
- Manly – Im Oktober 1912 unter BauNr. 1346 auf Kiel gelegt, am 12. Oktober 1914 vom Stapel gelassen und im November 1914 fertiggestellt. Bis 1917 Harwich Force (10th DF), 1918 6. Zerstörerflottille in Dover. Am 26. Oktober 1921 zum Abwracken verkauft.

### Boote unter dem Kriegsnotprogramm
Vier Boote wurden im September 1914 bestellt.
- Moon – Im September 1914 unter BauNr. 1364 auf Kiel gelegt, am 23. April 1915 vom Stapel gelassen und im Juni 1915 fertiggestellt. Teilnahme an der Skagerrakschlacht in der 11. Zerstörerflottille. 1918 bei U-Boot-Flottille in Blyth. Am 9. Mai 1921 zum Abwracken verkauft.
- Morning Star – Im September 1914 unter BauNr. 1365 auf Kiel gelegt, am 26. Juni 1915 vom Stapel gelassen und im August 1915 fertiggestellt. Teilnahme an der Skagerrakschlacht in der 11. Zerstörerflottille. 1918 bei 4. Zerstörerflottille in Devonport. Am 1. Dezember 1921 zum Abwracken verkauft.
- Mounsey – Im September 1914 unter BauNr. 1366 auf Kiel gelegt, am 11. September 1915 vom Stapel gelassen und im November 1915 fertiggestellt. Teilnahme an der Skagerrakschlacht in der 11. Zerstörerflottille. 1918 bei 2. Zerstörerflottille in Londonderry. Am 8. November 1921 zum Abwracken verkauft, das in Deutschland erfolgte.
- Musketeer – Im September 1914 unter BauNr. 1367 auf Kiel gelegt, am 12. November 1915 vom Stapel gelassen und im Dezember 1915 fertiggestellt. 1918 2. Zerstörerflottille in Londonderry. Am 25. November 1921 zum Abwracken verkauft.

Ein Boot wurde Anfang November 1914 in Auftrag gegeben.
- Nerissa – Im November 1914 unter BauNr. 1372 auf Kiel gelegt, am 9. Februar 1916 vom Stapel gelassen und im März 1916 fertiggestellt. Teilnahme an der Skagerrakschlacht in der 13. Zerstörerflottille. 1918 bei 4. Zerstörerflottille in Devonport. Am 15. November 1921 zum Abwracken verkauft.

Zwei Boote wurde im Mai 1915 in Auftrag gegeben.
- Relentless – Im Mai 1915 unter BauNr. 1391 auf Kiel gelegt, am 15. April 1916 vom Stapel gelassen und im Mai 1916 fertiggestellt. 1918 in der 14. Zerstörerflottille bei der Grand Fleet. Am 5. November 1926 zum Abwracken verkauft.
- Rival – Im Mai 1915 unter BauNr. 1392 auf Kiel gelegt, am 14. Juni 1916 vom Stapel gelassen und im September 1916 fertiggestellt. 1918 bei 4. Zerstörerflottille in Devonport. Am 13. Juli 1926 zum Abwracken verkauft.

Sieben weitere bei Yarrow gebaute Zerstörer werden als Yarrow Later M-class oder Yarrow R-class bezeichnet. Es sind die im Juli 1915 bestellten Sabrina, Strongbow, Surprise und Sybille (BauNr. 1392–1396) sowie die im März 1916 bestellten Truculent, Tyrant und Ulleswater (BauNr. 1408–1410), die zeitgleich mit Zerstörern der R-Klasse bestellt wurden, siehe dort.